# Roko Jurišić
Roko Jurišić (* 28. September 2001 in Zagreb) ist ein kroatischer Fußballspieler.

## Karriere

### Verein
Jurišić begann seine Karriere beim NK Samobor. Im Januar 2010 wechselte er zum NK Zagreb. Zur Saison 2016/17 kam er in die Jugend von Dinamo Zagreb. Zur Saison 2020/21 rückte er in den Kader der Reserve von Zagreb. Im November 2020 stand er auch erstmals im Profikader von Dinamo, zum Einsatz sollte er für die erste Mannschaft aber nie kommen. Bis zur Winterpause spielte er 14 Mal für Dinamo II in der 2. HNL.
Im Januar 2021 wechselte Jurišić zum HNK Rijeka. Dort gab er im selben Monat gegen den NK Varaždin sein Debüt in der 1. HNL. Bis Saisonende spielte er zweimal für Rijeka im kroatischen Oberhaus. In der Saison 2021/22 kam er bis zur Winterpause zu vier Einsätzen. Im Januar 2022 wurde der Linksverteidiger innerhalb der Liga an den NK Hrvatski dragovoljac verliehen. Für Hrvatski dragovoljac spielte er bis Saisonende 15 Mal in der 1. HNL, aus der der Klub allerdings zu Saisonende abstieg.
Zur Saison 2022/23 kehrte Jurišić wieder nach Rijeka zurück, wo er bis zur Winterpause erneut viermal spielte. Im Januar 2023 verließ er den Klub endgültig und wechselte zum österreichischen Bundesligisten SV Ried, bei dem er einen bis Juni 2024 laufenden Vertrag erhielt. Für Ried absolvierte er 14 Partien in der Bundesliga, aus der der Klub zu Saisonende aber abstieg. Daraufhin wechselte er zur Saison 2023/24 nach Slowenien zur NŠ Mura.

### Nationalmannschaft
Jurišić spielte zwischen 2016 und 2022 21 Mal für kroatische Jugendnationalauswahlen.